# 갈매기호
갈매기호(-號)는 대한민국에 존재했던 열차의 이름이다. 최초 운행부터 최종 운행에 이르기까지 영업 구간이 많이 변했다.

## 역사
- 1967년 7월 16일 : 서울-부산 간을 임시열차로 운행 개시[1]
- 1967년 8월 21일 : 폐지[1]
- 1968년 2월 25일 : 부산진-전주 간을 운행 개시[2]
- 1970년 3월 : 폐지[3]
- 1970년 11월 10일 : 동대구-전주 간을 운행 개시[4]
- 일자 불명 : 폐지